# 段祺瑞故居
段祺瑞故居，是原湖广总督，湖北、河南都督，北洋政府陆军部总长、国务卿、中华民国总理段祺瑞在天津的旧居，建于1920年，位于当时的天津日租界的宫岛街（今鞍山道38号），该建筑为特重点保护等级历史风貌建筑和天津市文物保护单位。

## 历史
段祺瑞故居建于1920年，原为曾任北洋政府陆军总段祺瑞的妻弟吴光新的私产，1926年至1933年期间，段祺瑞居住于此，故被人称为“段公馆”，是当年天津日租界最为豪华的私人公馆式住宅。中华人民共和国成立后，曾一度为天津市和平区教研室，现为和平区教师进修学校。

## 建筑风格
段祺瑞故居东沿蒙古路，南临鞍山道，西临河南路，北抵万全道。包括主楼、后楼、平房等建筑，整座住宅共有楼、平房74间，总建筑面积3458平方米。其中，主楼为三层砖木结构欧洲庭院式古典风格建筑，建筑面积2429.21平方米，造型雄伟壮观，首层正面中间部位突出，上十磴台阶为门厅和柱式外廊；二楼正面设屋顶平台；三楼背面东西角各有平台一座。顶部为多坡屋顶。原在顶部有一八角凉亭，1976年，唐山大地震后被拆除，至今未修复。